# مزرعة كوشك (بهمن)
مزرعة كوشك (بالفارسية: مزرعه کوشک) هي قرية تقع في إيران في البلدة المركزية.